# Makarjevklooster
Het Makarjevklooster of Zjeltovodski Makarjevklooster van de Heilige Drie-eenheid (Russisch: Желтово́дский Тро́ицкий Мака́рьев монасты́рь of Свя́то-Тро́ице-Мака́рьево-Желтово́дский же́нский монасты́рь) is een Russisch-orthodox klooster in het Lyskovski District van de regio Nizjni Novgorod in Rusland.

## Geschiedenis
Volgens de overlevering werd het klooster gesticht door de heilige Makarius van Oenzja in 1435 (volgens de Russisch-orthodoxe Kerk 1415). Makarius werd gevangengenomen door de Tartaarse Kan Oeloeg Moekhammed van Kazan nadat zijn horde het klooster had ingenomen en tot de grond toe liet afbranden. Op voorwaarde dat Makarius het klooster niet zou herbouwen werd hij door de khan vrijgelaten. Daarop trok Makarius de bossen van Kostroma in waar hij aan de rivier de Oenzja een nieuw klooster stichtte.
Het huidige klooster werd gesticht door een monnik met de naam Abraham uit Moerom en al snel werd hij vergezeld door andere monniken. In 1624 werd de eerste houten Kathedraal van de Heilige Drie-eenheid gewijd. De meeste nog bestaande kloostergebouwen dateren uit de periode 1651-1667. Het gehele complex wordt in een vierkant omgeven door 200 meter lange vestingmuren afgewisseld door zware torens. Maar ondanks de zware fortificaties wisten de opstandelingen van Stenka Razin in 1670 het klooster in te nemen.
Door de gunstige ligging aan de Wolga werd bij het klooster 's zomers een van de grootste markten in Oost-Europa georganiseerd, de Makarjevmarkt. Veel kooplui uit Azië en Europa kwamen hier in juli goederen met elkaar verhandelen. In 1816 verwoestte een enorme brand het grote aantal gebouwen van de markt die vervolgens werd verplaatst naar Nizjni Novgorod, waar de markt nog meer bekendheid zou verkrijgen. Het klooster echter verloor de belangrijkste bron van inkomsten waardoor veel monniken het klooster verlieten. In het begin van de 19e eeuw verlegde de Wolga bovendien haar loop, waardoor het klooster kreeg te maken met jaarlijkse overstromingen in de lente. Langzaam maar zeker raakte het klooster in verval, de muren erodeerden en de koepel van de kathedraal stortte zelfs in. Totdat in 1869 het diocees en de lokale autoriteiten uit bezorgdheid voor het wel en wee van de gemeenschap besloten het klooster af te schaffen. Waardevolle voorwerpen zoals de iconen en klokken werden overgebracht naar andere kerken. Alleen het heilige icoon van Makarius en één monnik om op het complex te passen bleven achter.
Enkele jaren later verlegde de Wolga echter opnieuw haar loop waardoor de rivier geen bedreiging meer vormde voor de kloostergebouwen. Daarom kon in 1882 het klooster nieuw leven in worden geblazen, nu als vrouwenklooster. De gebouwen werden weer gerestaureerd, zo ook de hoofdkoepel van de Drie-eenheidskathedraal. Tot de revolutie leefde een gemeenschap van ongeveer 300 monialen in het klooster.

## Sovjet-periode
Na de oktoberrevolutie nationaliseerden de bolsjewieken de kloostereigendommen. De kloostergemeenschap werd in 1927 verbannen en daarna kreeg het complex bestemmingen als weeshuis, militair ziekenhuis en een landbouwkundige onderwijsinstelling.

## Heropening
In januari 1992 werd het complex weer overgedragen aan de Russisch-orthodoxe Kerk. Vanaf 2006 wonen er weer monialen. In augustus 2007 werd een belangrijk reliek, het hoofd van Makarius, overgebracht van het Pesjerski Hemelvaartklooster in Nizjni Novgorod. Het klooster figureerde in 2010 in de Hollywoodfilm Salt.

## Kerken
- Kathedraal van de Drie-eenheid (bouwjaar 1658-1664)
- Kerk van de Heilige Makarius (bouwjaar 1808-1809)
- Poortkerk van de Aartengel Michaël (bouwjaar 1670-1674)
- Kerk van de Ontslapenis van de Moeder Gods (bouwjaar 1651-1654)
- Kerk van de Heilige Antonius(huiskerk, bouwjaar 1786)
- Kerk van de Heilige Grigori (bouwjaar 1785)